# Alejandro de Loarte

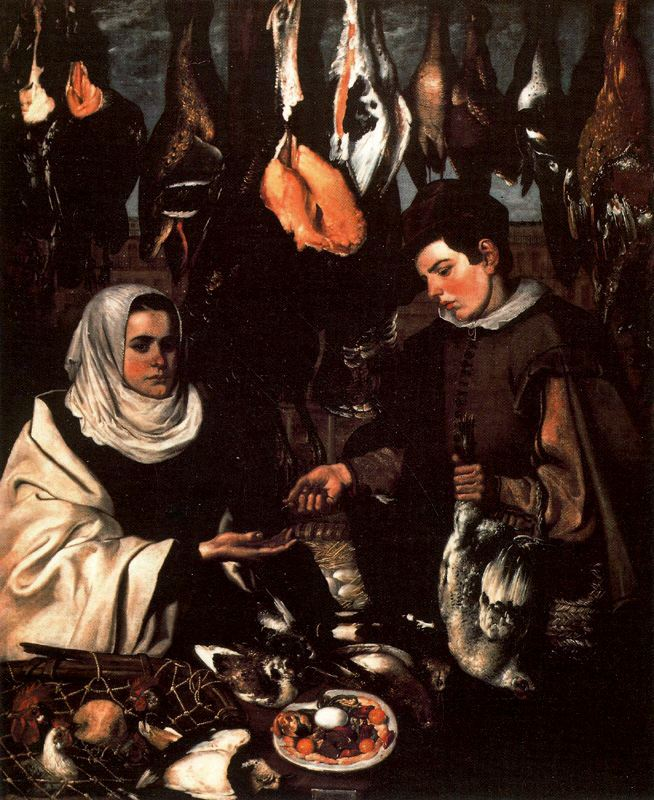
Gallinera, colección particular madrileña; una versión similar procedente de una colección gerundense ha sido adscrita al Museo del Prado como pago de impuestos en 2011.

Alejandro de Loarte (1598/1599-Toledo, 12 de diciembre de 1626) fue un pintor barroco español, especializado en la pintura de bodegones.

## Biografía

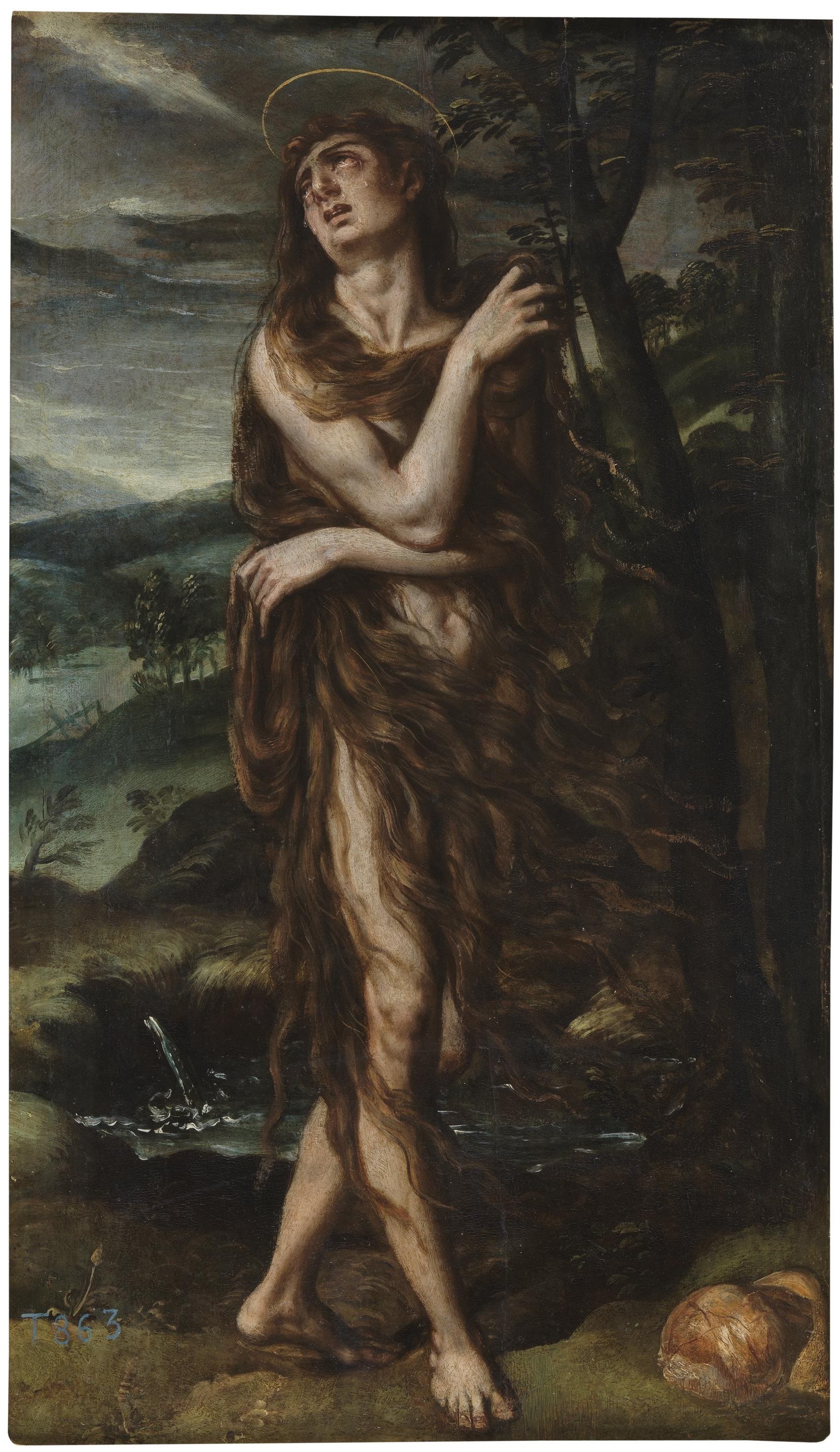
Magdalena penitente, Casa Museo de Lope de Vega.

Se tienen muy pocos datos biográficos suyos, y en la mayoría de los casos sólo es posible establecer algunas hipótesis a partir de los datos conocidos. Su padre, el también pintor Jerónimo de Loarte, le sobrevivió y consta que en 1619 se casó con una dama llamada María del Corral. En un padrón realizado en Toledo en 1625 aparece como vecino de la parroquia de los santos Justo y Pastor, y declara tener veintiséis años. Su fecha de nacimiento, tradicionalmente establecida entre 1590 y 1600, habría que situarla en el extremo más tardío de esa horquilla, esto es, 1598 o 1599. Parece que a su muerte tenía a su cargo un taller de cierto prestigio en Toledo, como confirma el hecho de que trabajasen en él dos oficiales, Juan Fernández y Juan Martínez, de veinte y veintiún años. Pedro Orrente fue su albacea testamentario.
Como artista de tema religioso su obra tiene grandes altibajos, llegando incluso en algún caso a copiar de manera literal estampas de otros autores. Su técnica está muy emparentada con la de Luis Tristán, aunque con menos energía y matizada por la influencia de matriz veneciana de Orrente.
Con casi toda seguridad es de su mano un gran lienzo con San Bernardo y sus monjes, proveniente del convento de San Francisco el Grande (depósito del Prado), anteriormente atribuido a Francisco Pacheco. En él se pueden admirar partes de bodegón de factura magnífica.
En efecto, si en algún género destaca es en el de la naturaleza muerta. Partiendo de la obra de Juan Sánchez Cotán, incluso la supera, pues su factura es más ligera y de aire veneciano. En la Gallinera, conjuga con maestría el bodegón y las figuras, tal como hiciera en Italia Bartolomeo Passerotti. 
Su dibujo es muy cuidado, aunque tal vez no llegue al nivel de perfección de Cotán. En sus bodegones se observa su gusto por la simetría, aunque sus composiciones muestran cierta tendencia al apelotonamiento.

## Obras destacadas
- Bodegón con cesto de granadas (1623, Fundación Santa Marca)
- La nave eucarística (1624, iglesia de Santa María, Los Yébenes)
- Bodegón (1625, Los Angeles County Museum of Art)
- San Francisco (1626, Convento de las Capuchinas, Toledo)
- San Juan Bautista (1626, Convento de las Esclavas, Madrid)
- Gallinera (1626, Museo del Prado, Madrid)
- Magdalena penitente (Casa Museo de Lope de Vega, Madrid)
- Santa Catalina (iglesia de Nuestra Señora de la Asunción, Borox)
- Caída del maná (Museo de la Habana)
- Milagro de los panes y los peces (colección particular, antes en el Convento de los Mínimos, Toledo)
- San Bernardo y sus monjes (San Francisco el Grande, Madrid)
- Bodegón con melón y frutas colgadas (colección particular, Madrid)
- Bodegón con cardo y frutas (Museo de Bellas Artes, Granada)